# Marie-Fortunée d'Este
 (décembre 2024).
Si vous disposez d'ouvrages ou d'articles de référence ou si vous connaissez des sites web de qualité traitant du thème abordé ici, merci de compléter l'article en donnant les références utiles à sa vérifiabilité et en les liant à la section « Notes et références ».
Titre
Princesse de Conti
7 février 1759 – 21 septembre 1803
(44 ans, 7 mois et 4 jours)
Signature
Marie-Fortunée d'Este, née au palais ducal de Modène le 24 novembre 1731 puis morte à Venise le 21 septembre 1803, est une princesse italienne membre de la maison d'Este. Fille de François III de Modène et de Charlotte-Aglaé d'Orléans, fille du Régent, elle fut princesse de Conti par son mariage avec Louis-François-Joseph de Bourbon-Conti. Elle émigrera en Italie durant la Grande Peur.

## Biographie

### Enfance
Marie-Fortunée d'Este est née le 24 novembre 1731 au palais ducal de Modène. Elle est la fille de François III de Modène, duc de Modène, et de Charlotte-Aglaé d'Orléans, fille du Régent. Elle avait une sœur jumelle, Béatrice, décédée en bas âge. Marie-Fortunée était connue pour être très pieuse et plutôt timide. Sa mère quitta son père et son duché dans les années 1740 après la découverte de son aventure avec le duc de Richelieu, venu en visite à Modène. De retour en France, Charlotte-Aglaé parvient tout de même à prévoir les mariages de ses filles.
Sa sœur aînée, Marie-Thérèsa-Félicité, épousa le duc de Penthièvre, plus grande fortune du royaume. Quant à Marie-Fortunée, elle épousa Louis-François-Joseph de Bourbon-Conti, son cousin et comte de la Marche. Elle a des liens de parenté avec Louis XV, roi de France, et François Ier, empereur du Saint-Empire.

### Mariage
Le duc de Modène ayant été nommé par Marie-Thérèse d'Autriche, impératrice du Saint-Empire, gouverneur de Lombardie, le contrat est signé à Milan le 3 janvier 1759 par l'ambassadeur de France à la cour de Turin. Le duc assure à sa fille une dot d'un million de livres. Le mariage est célébré par procuration à Milan le 7 février puis en personne à Nangis-en-Brie le 27 février. La princesse est présentée à la cour le 5 février, elle est présentée à Louis XV, Marie Leszczynska et la famille royale par la princesse douairière de Conti, grand-mère de son époux.
Les deux époux ne tardent pas à se brouiller car le comte de la Marche, qui ne s'est marié que par obéissance filiale, n'a partagé la couche nuptiale que le temps de consommer son union puis a délaissé ostensiblement son épouse. Des années plus tard, le prince prétend imposer à sa femme la présence d'un fils naturel qu'il a eu en 1761 de Marie-Anne Véronèse, dite Mademoiselle Coraline, une artiste du Théâtre-Italien. Le comte de la Marche a un second enfant naturel avec sa maîtresse en 1767. Cette nouvelle naissance porte alors un coup fatal au ménage.
Le deux époux se séparent à l'amiable à la fin de l'année 1775. La séparation est définitive le 12 juin 1777. Entre-temps, en 1776, le prince de Conti meurt et « leurs Altesses sérénissimes le comte et la comtesse de la Marche » sont devenus « leurs Altesses Sérénissimes le prince et la princesse de Conti ».

### Sous l'Ancien Régime

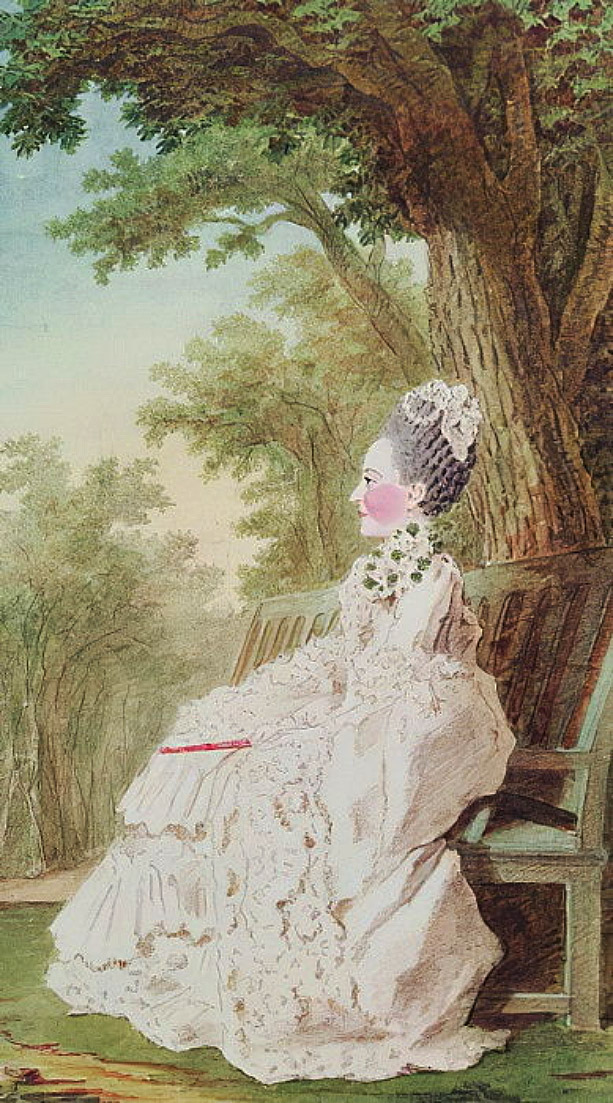
Portrait de Marie-Fortunée d'Este, comtesse de la Marche par Carmontelle, 1768.

En 1770, dans le cadre de la réconciliation des maisons de France et d'Autriche, le dauphin Louis-Auguste épousa l'archiduchesse Marie-Antoinette qui fut aussi une cousine issue de germain de la princesse. L'année suivante, le frère de la jeune dauphine épousa Marie-Béatrice d'Este, nièce de la princesse de Conti et héritière des duchés de Modène, Massa et Carrare. Ils seront les fondateurs de la maison de Habsbourg-Este dont la comtesse de Chambord sera la dernière représentante.
Dotée d'un visage disgracieux[réf. nécessaire], la princesse est une femme cultivée, discrète et austère qui se tient au courant des nouvelles de son temps mais vit retirée de la cour, rebutée par la frivolité de l'entourage de la jeune reine, coquette, qui n'a guère d'attention que pour les gens de sa génération et peu d'égards pour ses aînées. La princesse de Conti ne se présente à Versailles que pour accomplir ses devoirs familiaux.
Nonobstant, elle entretient des relations affectueuses avec son beau-frère, le très pieux duc de Penthièvre, ainsi qu'avec la fille et la belle-fille de celui-ci, Marie-Adélaïde, la plus riche héritière du royaume, mariée en 1769 au duc d'Orléans, et Marie-Thérèse-Louise de Savoie-Carignan, princesse de Lamballe. En 1780, elle acquiert le château de Triel qui devient rapidement son lieu de villégiature préféré. En mai 1789, elle assiste avec la famille royale à l'ouverture des États généraux mais émigre après la « Grande Peur » du mois d'août sous le pseudonyme de « comtesse de Triel », à la suite de son mari, devenu impopulaire, et du comte d'Artois.

### Exil et décès
Tandis que son mari se réfugie à Bruxelles, Marie-Fortunée retourne vers sa terre natale, l'Italie, et s'installe à Chambéry dans les États du roi de Sardaigne, proche parent de la maison de France. En 1791, elle se retire à Fribourg, ville suisse qui accueille un grand nombre d'émigrés, notamment des religieux. C'est là qu'elle apprend la chute de la monarchie, l'emprisonnement de la famille royale, la séparation du couple Orléans, la fin atroce de la princesse de Lamballe et la condamnation à mort (notamment le vote « pour » du duc d'Orléans) puis l'exécution du roi, mais aussi la mort paisible du duc de Penthièvre, resté populaire en ces temps troublés grâce à sa profonde générosité. Elle apprend également bientôt la désertion du duc de Chartres, fils aîné du duc d'Orléans, l'incarcération de la famille d'Orléans et de son mari qui était rentré en France dès 1790, l'exécution de la reine et du duc d'Orléans.

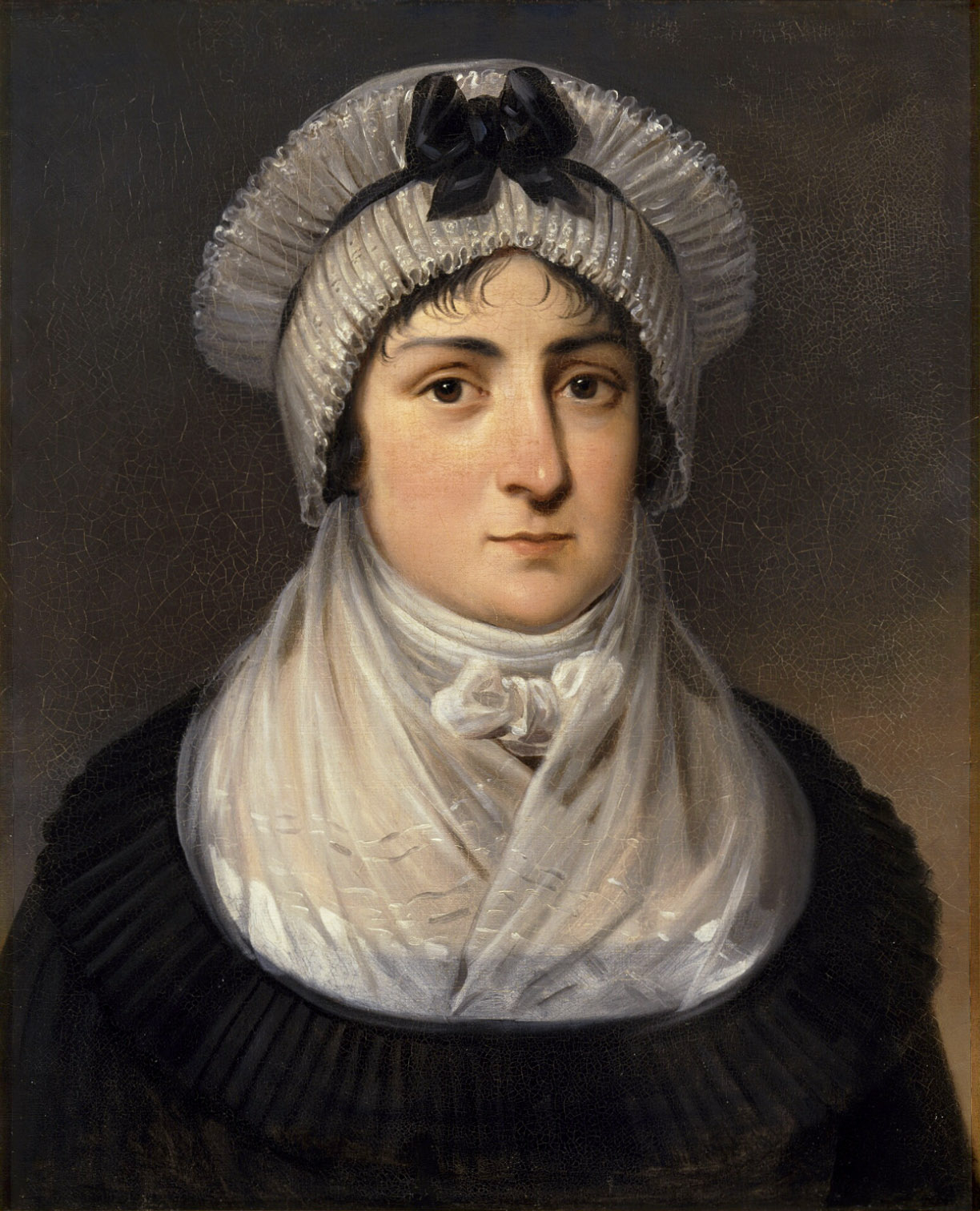
Marie-Fortunée d'Este, princesse de Conti par Hortense Haudebourt-Lescot, 1836.

À partir de 1794, elle héberge sa petite-nièce Adélaïde d'Orléans qui, à 17 ans, erre dans une Europe en guerre, rejetée tant par la France révolutionnaire que par les émigrés qui refusent leur sollicitude à la fille d'un régicide, fût-elle de sang royal. Adélaïde et ses dix-sept ans seront l'objet involontaire d'une lutte aigre-douce entre la solitaire princesse sexagénaire et sa dame de compagnie, la comtesse des Roches qui, toutes deux, souhaitaient capter l'affection de la jeune fille. Peu à peu, la comtesse prendra un ascendant regrettable sur la jeune princesse fragilisée par les épreuves.
En 1797, sommé par le Directoire d'expulser les émigrés, le gouvernement suisse interdit de séjour ces hôtes encombrants. La princesse de Conti, Adélaïde et leur petite suite s'installent à Landshut en Bavière. Au printemps 1800, les deux princesses fuyant les troupes françaises de Napoléon Bonaparte, s'installent à Presbourg où elles reçoivent la visite d'une autre parente, l'archiduchesse Marie-Béatrice, héritière du duché de Modène qui, elle aussi, avait dû fuir devant les troupes révolutionnaires.
En 1801, Adélaïde rejoint sa mère qui, après sa libération, s'est réfugiée à Barcelone, tandis que l'acte d'amnistie du premier consul envers les émigrés, sauf pour les membres de la famille royale, restreint peu à peu le cercle familier de la princesse qui atteint les soixante-dix ans. En 1802, elle fait part à l'archiduc Ferdinand d'Autriche-Este, mari de sa nièce Marie-Béatrice, de son désir de se retirer au couvent de la Visitation de Venise. Elle s'y installe le 19 octobre 1802 avec trois femmes de chambre tandis que sa dame de compagnie, la comtesse des Roches, s'installe chez sa fille à Offenburg dans le pays de Bade.
Atteinte d'une pleurésie au mois d'août 1803, la dernière princesse de Conti meurt le 21 septembre et est inhumée dans la chapelle du couvent, suivie de peu par son frère, le duc Hercule III de Modène, et sa sœur Mathilde d'Este, puis la comtesse des Roches, le 18 octobre 1803.

## Titulature
- 24 novembre 1731 – 7 février 1759 : Son Altesse Sérénissime la princesse Marie-Fortunée de Modène.
- 7 février 1759 – 2 août 1776 : Son Altesse sérénissime la comtesse de la Marche.
- 2 août 1776 – 21 septembre 1803 : Son Altesse sérénissime la princesse de Conti.